# Гармаш, Денис Викторович
Дени́с Ви́кторович Га́рмаш (укр. Дени́с Ві́кторович Гарма́ш; род. 19 апреля 1990[…], Меловое, Ворошиловградская область) — украинский футболист, полузащитник клуба «Металлист 1925». Выступал за национальную сборную Украины.
Выступал за юношескую сборную Украины до 17 и до 19 лет, а также за молодёжную сборную Украины до 21 года. Стал победителем юношеского чемпионата Европы 2009 до 19 лет, который проходил на Украине, а также был признан лучшим игроком турнира. С 2011 года выступает в национальной сборной Украины.

## Биография

### Клубная карьера
Родился в посёлке Меловое Ворошиловградской области. Отец занимался легкой атлетикой. Футболу учился в Луганском училище физической культуры. Три года играл за детскую команду 1990 года рождения. В 2005 году в детско-юношеской футбольной лиге Украины выступал за «Олимпик» (Донецк). После одной из игр детско-юношеского чемпионата его пригласил Александр Петраков в киевское РУВФК, туда он перешёл в 2006 году.

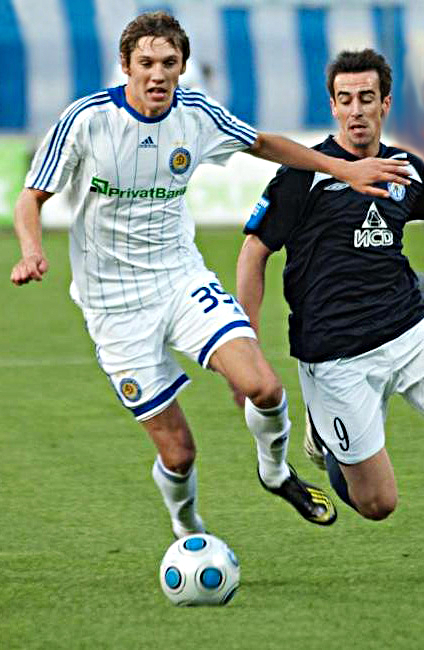
Гармаш в составе «Динамо» (Киев), 2009 год

В РУВФК его заметили тренеры киевского «Динамо». 8 июля 2007 года в Никополе завершился турнир детско-юношеской лиги среди команд высшего дивизиона, укомплектованных игроками 1990 года рождения. Одного из лидеров «Динамо-2» воспитанники РУВФК выбили из борьбы в четвертьфинале. Забил решающий мяч уже футболист «Динамо-3», тогда ещё выступавший за интернат, Денис Гармаш, который по окончании соревнований был назван лучшим игроком турнира.
10 апреля 2007 года он дебютировал в «Динамо-3» в матче против «Еднисть» (Плиски) (1:2). Первый матч за «Динамо» провёл в товарищеском матче на 80-летие клуба против итальянского «Милана» (2:2), он вышел на 59 минуте вместо Айилы Юссуфа. После матча президент «Милана», Адриано Галлиани отметил его игру.
В официальном матче за «Динамо» Гармаш дебютировал 31 октября 2007 года в кубковом матче против симферопольского «ИгроСервиса» (4:1). 31 августа 2009 года дебютировал за «Динамо» в чемпионате Украины в домашнем матче против донецкого «Металлурга» (3:1), выйдя в стартовом составе, а на 46-й минуте его заменил Андрей Шевченко. 4 декабря 2015 года матч с запорожским «Металлургом» (6:0) стал юбилейным 100-м, матчем в чемпионатах Украины.
В январе 2020 года был отдан в полугодичную аренду турецкому «Ризеспору».
18 августа 2021 года в матче против «Ингульца» (1:1) провёл свой юбилейный 200-й, матч в чемпионатах Украины. Был признан лучшим игроком УПЛ за сентябрь месяц 2021 года. В ноябре 2021 года второй раз подряд был признан лучшим игроком месяца в УПЛ (за октябрь 2021). 23 ноября 2021 года в пятом туре группового этапа Лиги Чемпионов УЕФА против «Баварии» забил первый гол «сине-белых» в этом розыгрыше турнира. Матч закончился со счётом 1:2 в пользу мюнхенцев.

### Карьера в сборной

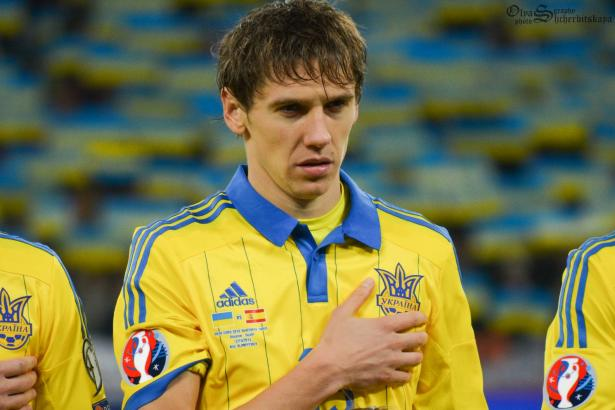
Гармаш в составе сборной Украины

Выступал за юношеские сборные Украины разных возрастов. 17 ноября 2007 года дебютировал в молодёжной сборной Украины в матче против Лихтенштейна (5:0), в том матче Гармаш получил жёлтую карточку.
Вместе с юношеской сборной Украины до 19 лет выиграл чемпионат Европы. В финале Украина обыграла Англию (2:0), а Гармаш забил гол на 5 минуте. Всего на «Евро» Гармаш забил три мяча, став главным бомбардиром юношеской сборной Украины.
За национальную сборную Украины дебютировал 7 октября 2011 года в товарищеском матче против сборной Болгарии (3:0). Вышел на матч в стартовом составе и отыграл весь первый тайм (в перерыве был заменён).

## Достижения

### Командные
«Динамо» (Киев)
- Чемпион Украины (3): 2014/15, 2015/16, 2020/21
- Обладатель Кубка Украины (3): 2013/14, 2014/15, 2020/21
- Обладатель Суперкубка Украины (4): 2011, 2016, 2018, 2019

Сборная Украины (до 19 лет)
- Чемпион Европы среди юношей (до 19): 2009

### Личные
- Лучший футболист месяца УПЛ (2): сентябрь 2021[10], октябрь 2021[11]

## Личная жизнь
Его отец — учитель физкультуры, мать — домохозяйка, также у него есть младшая сестра.

## Статистика
| Клуб             | Сезон            | Чемпионат | Чемпионат | Чемпионат | Кубок/Суперкубок | Кубок/Суперкубок | Кубок/Суперкубок | Еврокубки | Еврокубки | Еврокубки | Всего | Всего | Всего |
| Клуб             | Сезон            | Игры      | Голы      | Пасы      | Игры             | Голы             | Пасы             | Игры      | Голы      | Пасы      | Игры  | Голы  | Пасы  |
| ---------------- | ---------------- | --------- | --------- | --------- | ---------------- | ---------------- | ---------------- | --------- | --------- | --------- | ----- | ----- | ----- |
| Динамо-2 (Киев)  | 2008/09          | 27        | 5         | 2         | -                | -                | -                | -         | -         | -         | 27    | 5     | 2     |
| Динамо-2 (Киев)  | Всего            | 27        | 5         | 2         | -                | -                | -                | -         | -         | -         | 27    | 5     | 2     |
| Динамо (Киев)    | 2007/08          | 0         | 0         | 0         | 1                | 0                | 0                | 0         | 0         | 0         | 1     | 0     | 0     |
| Динамо (Киев)    | 2008/09          | 0         | 0         | 0         | 0                | 0                | 0                | 0         | 0         | 0         | 0     | 0     | 0     |
| Динамо (Киев)    | 2009/10          | 5         | 0         | 1         | 1                | 0                | 0                | 0         | 0         | 0         | 6     | 0     | 1     |
| Динамо (Киев)    | 2010/11          | 20        | 1         | 2         | 4                | 0                | 1                | 9         | 1         | 1         | 33    | 2     | 4     |
| Динамо (Киев)    | 2011/12          | 22        | 1         | 3         | 3                | 0                | 0                | 8         | 1         | 0         | 33    | 2     | 3     |
| Динамо (Киев)    | 2012/13          | 23        | 2         | 5         | 0                | 0                | 0                | 10        | 4         | 0         | 33    | 2     | 9     |
| Динамо (Киев)    | 2013/14          | 13        | 2         | 2         | 3                | 2                | 1                | 1         | 0         | 0         | 17    | 4     | 3     |
| Динамо (Киев)    | 2014/15          | 6         | 0         | 0         | 3                | 0                | 0                | 1         | 0         | 0         | 10    | 0     | 0     |
| Динамо (Киев)    | 2015/16          | 19        | 3         | 6         | 4                | 2                | 0                | 7         | 1         | 1         | 30    | 6     | 7     |
| Динамо (Киев)    | 2016/17          | 25        | 9         | 2         | 4                | 1                | 0                | 3         | 1         | 0         | 32    | 11    | 2     |
| Динамо (Киев)    | 2017/18          | 26        | 3         | 7         | 4                | 1                | 0                | 12        | 2         | 0         | 42    | 6     | 7     |
| Динамо (Киев)    | 2018/19          | 8         | 0         | 0         | 2                | 1                | 0                | 9         | 2         | 1         | 19    | 3     | 1     |
| Динамо (Киев)    | Всего            | 167       | 21        | 28        | 29               | 7                | 2                | 60        | 12        | 3         | 256   | 36    | 37    |
| Всего за карьеру | Всего за карьеру | 194       | 26        | 30        | 29               | 7                | 2                | 60        | 12        | 3         | 283   | 41    | 39    |